# Uzwarcenie
Uzwarcenie, inaczej kompaktyfikacja, przedłużenie zwarte lub rozszerzenie zwarte – rozszerzenie danej przestrzeni topologicznej tak, by była ona przestrzenią zwartą.

## Definicja formalna
Uzwarceniem przestrzeni {\displaystyle (X,\tau )} nazywamy parę {\displaystyle (Y,e)} taką, że {\displaystyle Y} jest zwartą przestrzenią topologiczną, zaś {\displaystyle e\colon X\to Y} jest zanurzeniem homeomorficznym oraz {\displaystyle e(X)} jest gęstym podzbiorem {\displaystyle Y.} Jeśli dodatkowo {\displaystyle Y\in T_{2},} czyli {\displaystyle Y} jest przestrzenią Hausdorffa, to uzwarcenie {\displaystyle (Y,e)} nazywa się uzwarceniem Hausdorffa {\displaystyle (T_{2})}.
Zwykle pomija się zanurzenie {\displaystyle e,} szczególnie jeśli jest ono identycznością i w sytuacji jak powyżej mówi się, że przestrzeń {\displaystyle Y} jest uzwarceniem przestrzeni {\displaystyle X}. Często też utożsamiamy punkty {\displaystyle x\in X} z ich obrazami {\displaystyle e(x)\in Y} i traktujemy {\displaystyle X} jako podprzestrzeń przestrzeni {\displaystyle Y.}
Jedynym uzwarceniem zwartej przestrzeni Hausdorffa jest ona sama.

## Uzwarcenie jednopunktowe
Niech {\displaystyle (X,\tau _{X})} będzie niezwartą, lokalnie zwartą przestrzenią topologiczną i niech {\displaystyle \infty } będzie pewnym obiektem nie należącym do zbioru {\displaystyle X.} Połóżmy {\displaystyle Y=X\cup \{\infty \}} i
{\displaystyle \tau _{Y}=\tau _{X}\cup {\big \{}U\cup \{\infty \}:U\in \tau _{X}} i {\displaystyle X\setminus U} jest zwartym podzbiorem {\displaystyle X{\big \}}.}
Wówczas {\displaystyle (Y,\tau _{Y})} jest zwartą przestrzenią topologiczną. Ponadto zanurzenie identycznościowe {\displaystyle \mathrm {id} _{X}:X\longrightarrow X\subseteq Y} jest zanurzeniem homeomorficznym i {\displaystyle X} jest gęstym podzbiorem. Tak więc {\displaystyle (Y,\mathrm {id} _{X})} jest uzwarceniem przestrzeni {\displaystyle X.} Uzwarcenie to nazywamy uzwarceniem jednopunktowym lub uzwarceniem Aleksandrowa.
Z powyższych rozważań wynika, że każda przestrzeń topologiczna ma uzwarcenie. Niestety, to uzwarcenie nie musi spełniać aksjomatu T2. Łatwo można sprawdzić, że uzwarcenie Aleksandrowa przestrzeni topologicznej {\displaystyle X} jest przestrzenią Hausdorffa wtedy i tylko wtedy, gdy {\displaystyle X} jest lokalnie zwartą przestrzenią Hausdorffa.
Warto zauważyć, że jeśli wyjściowa przestrzeń {\displaystyle X} jest zwarta, to powyższa procedura nie daje uzwarcenia {\displaystyle X,} jako że wtedy {\displaystyle X} nie będzie gęstym podzbiorem {\displaystyle Y.} Uzwarcenia jednopunktowe były wprowadzone do literatury matematycznej przez Aleksandrowa i Urysohna w 1929.

## Uzwarcenia Hausdorffa
Każda zwarta przestrzeń T2 jest przestrzenią normalną, a więc także przestrzenią całkowicie regularną. Ponieważ „bycie przestrzenią Tichonowa” jest własnością dziedziczną, jeśli przestrzeń topologiczna {\displaystyle X} ma uzwarcenie Hausdorffa, to sama przestrzeń {\displaystyle X} musi być całkowicie regularna. Z drugiej strony, Tichonow udowodnił, że każda przestrzeń {\displaystyle T_{3{\frac {1}{2}}}} może być zanurzona w produkt {\displaystyle [0,1]^{I}} pewnej ilości kopii domkniętych odcinków. Ponieważ, na podstawie innego twierdzenia Tichonowa, przestrzeń {\displaystyle [0,1]^{I}} jest zwarta (a domknięte podzbiory przestrzeni zwartej są zwarte), to można teraz łatwo znaleźć uzwarcenie Hausdorffa wyjściowej przestrzeni.
Tak więc, przestrzeń topologiczna {\displaystyle X} ma uzwarcenie Hausdorffa wtedy i tylko wtedy, gdy {\displaystyle X} jest przestrzenią całkowicie regularną.

## Uzwarcenia Čecha-Stone’a
Wśród uzwarceń Hausdorffa danej przestrzeni całkowicie regularnej {\displaystyle X,} jedno uzwarcenie ma uniwersalny charakter – jest to uzwarcenie Čecha-Stone’a {\displaystyle \beta X.} Uzwarcenie to było wprowadzone i badane niezależnie przez czeskiego matematyka Eduarda Čecha i amerykańskiego matematyka Marshalla H. Stone’a w latach 30. XX wieku. Może być ono scharakteryzowane przez każde z następujących dwóch twierdzeń:
- Twierdzenie Stone’a: Każda całkowicie regularna przestrzeń {\displaystyle X} ma uzwarcenie Hausdorffa {\displaystyle \beta X} takie, że każde odwzorowanie ciągłe przestrzeni {\displaystyle X} w zwartą przestrzeń T2 może być przedłużone na {\displaystyle \beta X.}
- Twierdzenie Čecha: Każda całkowicie regularna przestrzeń {\displaystyle X} ma uzwarcenie Hausdorffa {\displaystyle \beta X} takie, że każde dwa podzbiory {\displaystyle X} oddzielalne przez funkcję ciągła mają rozłączne domknięcia.

Należy zauważyć, że uzwarcenie {\displaystyle \beta X} jest jedyne (z dokładnością do homeomorfizmu identycznościowego na {\displaystyle X}). Ponadto, każde uzwarcenie całkowicie regularnej przestrzeni {\displaystyle X} jest ciągłym obrazem przestrzeni {\displaystyle \beta X} przez odwzorowanie które jest identycznością na {\displaystyle X.}